# SV Union Meppen
Der SV Union Meppen (vollständiger Name: Sportverein Union Meppen 1947 e. V.) ist ein Sportverein aus dem Meppener Stadtteil Esterfeld. Die erste Fußballmannschaft der Frauen qualifizierte sich dreimal für den DFB-Pokal der Frauen.

## Geschichte
Der Verein entstand 1947 als reiner Fußballverein. Später folgten Abteilungen für Tennis, Turnen, Volleyball, Tischtennis, Leichtathletik und Rehabilitationssport. Heute ist der Verein ein Breitensportverein. Mit etwa 1.300 Mitgliedern gehört der SV Union Meppen zurzeit zu den mitgliedstärksten Sportvereinen des Emslandes.

### Fußball
Die Frauenmannschaft spielt seit dem Aufstieg im Jahre 2005 in der viertklassigen Niedersachsenliga West, die seit 2008 Oberliga Niedersachsen-West heißt. Dort erreichten die Meppenerinnen 2011 die Vizemeisterschaft hinter SF Wüsting-Altmoorhausen. Drei Jahre später verpasste Union die Staffelmeisterschaft durch eine um zwei Tore schlechtere Tordifferenz gegenüber den SV Heidekraut Andervenne. Mit einem 2:1-Sieg über den SV Ahlerstedt/Ottendorf gewann die Mannschaft 2014 den Niedersachsenpokal und qualifizierte sich für den DFB-Pokal. Dort verloren die Union-Frauen in der ersten Runde gegen den 1. FC Lübars aus Berlin mit 0:5. 
2015 verteidigten die Meppenerinnen den Niedersachsenpokal nach einem 2:0-Finalsieg über den VfL Jesteburg. Ein Jahr später erreichten die Meppenerinnen ihren größten Erfolg. Durch einen 5:1-Sieg über den ATSV Scharmbeckstotel gewann die Mannschaft zum dritten Mal in Folge den Niedersachsenpokal. Darüber hinaus wurde die Mannschaft durch einen 3:2-Sieg über den VfL Jesteburg Niedersachsenmeister und hatte somit sportlich den Aufstieg in die Regionalliga erreicht. Da der Verein aber nicht über die vorgeschriebene zweite Frauenmannschaft verfügte durften die Meppenerinnen nicht aufsteigen. Zwischenzeitlich in die Bezirksliga abgestiegen gelang den Meppenerinnen 2025 der Aufstieg in die Landesliga.
Die Männer des SV Union Meppen gehörten zwischen 1955 und 1958 der damals drittklassigen Amateurliga 2 bzw. 8 an. Nach mehreren Jahrzehnten auf Kreisebene gelang im Jahre 2012 der Aufstieg in die Bezirksliga, ehe zwei Jahre später der Abstieg in die Kreisliga Emsland folgte.

### Volleyball
Die E-Jugend des SV Union Meppen wurde im Jahre 1994 in Wiesbaden Deutscher Meister. Mit Jana Franziska Poll brachte der Verein eine deutsche Nationalspielerin hervor. 

### Leichtathletik
Carsten Schlangen wurde bei den Leichtathletik-Europameisterschaften 2010 in Barcelona Vizeeuropameister im 1500-Meter-Lauf.

## Persönlichkeiten
- Thomas Bröker
- Klaus Iwanzik
- Jana Franziska Poll
- Carsten Schlangen